# Lou Barle
Louis Peter Barle, detto Lou (Gilbert, 23 giugno 1916 – Coleraine, 30 dicembre 1996), è stato un cestista statunitense, professionista nella NBL.

## Carriera
Giocò per quattro stagioni nella NBL, disputando complessivamente 79 partite con 5,0 punti di media.

## Palmarès
- 2 volte campione NBL (1941, 1942)